# Jasmin Fejzić
Jasmin Fejzić (* 15. května 1986) je bývalý bosenský fotbalový brankář.

## Klubová kariéra
Fejzić zahájil svou kariéru v TSV Eltingen a v roce 2001 přestoupil do Stuttgarter Kickers. V červenci 2004 byl povýšen do jejich rezervního týmu. O rok později, 23. června 2005, přestoupil do Greuther Fürth. Fejzić odehrál 34 zápasů za rezervní tým klubu v Oberliga Bayern a poté byl 23. května 2007 zapůjčen do Eintracht Braunschweig. Po 41 zápasech v Eintrachtu se vrátil do Fürthu.
Pro sezónu 2. Bundesligy 2015/16 se Fejzić vrátil do Eintrachtu Braunschweig, kde podepsal dvouletou smlouvu.

## Reprezentační kariéra
Fejzić byl povolán do národního týmu trenérem Safetem Sušićem na kvalifikaci na Mistrovství světa ve fotbale 2014 a na samotný turnaj, ale nedostal se na hřiště. Svůj první a zároveň jediný start za národní tým si připsal 4. září 2014 jako náhradník v 62. minutě během přátelského zápasu proti Lichtenštejnsku.